# Миронов Анатолій Олександрович
Анатолій Олександрович Миронов (нар. 29 червня 1940, Сталіно, УРСР — пом. 7 червня 2009) — радянський футболіст, нападник. Тренер.

## Життєпис
28 вересня 1959 дебютував у складі «Шахтаря» (Сталіно) — у виїзному матчі 1/4 фіналу Кубку СРСР проти «Спартака» (Вільнюс) (2:1) вийшов у стартовому складі і на 30-ій хвилині відзначився другим голом. У 1960 році зіграв 8 матчів, відзначився двома голами в чемпіонаті СРСР (обидва — в своєму першому матчі проти «Адміралтійця», 3:4). У складі «Молдови» (Кишинів) у 1961-1964 роках у чемпіонаті зіграв 102 матчі, відзначився 13 голами; у II групі класу «А» в 1965, 1967-1968 роках — 121 матч, 6 голів. Виступав також за «Трактор» Волгоград (1966) та «Буковину» Чернівці (1969).
Працював тренером у футбольній школі «Зімбру».